# 巨勢晴香
巨勢 晴香（こせ はるか、1997年9月4日 - ）は、日本のタレント、元・子役である。
東京都出身。かつてはスマイルモンキーに所属していた。弟は巨勢竜也。
『ロンQ!ハイランド』では敵キャラのプープー星人「プー子」の役で活躍していた。

## 出演

### テレビドラマ
- ドラマ30 がきんちょ〜リターン・キッズ〜（2006年、MBS・TBS） - めぐみ 役
- セクシーボイスアンドロボ（2007年、日本テレビ） - 林二湖（幼少） 役
- ドラマ30 お・ばんざい!（2007年、MBS・TBS） - 凛 役
- 熱血教師SP 夢の見つけ方教えたる!（2008年3月8日、フジテレビ）
- 土曜ワイド劇場 100の資格を持つ女〜ふたりのバツイチ殺人捜査〜（2008年、テレビ朝日） - 山崎晴世（幼少） 役

### バラエティ
- ロンQ!ハイランド（2007年、日本テレビ） - 謎の宇宙人プープー星人・プー子 役

### 映画
- 暗い夜が本当に明けるなら（2005年）

### スチル
- 上野松坂屋（2005年）